# Дженива (тауншип, Миннесота)
Дженива (англ. Geneva) — тауншип в округе Фриборн, Миннесота, США. На 2000 год его население составило 439 человек.

## География
По данным Бюро переписи населения США площадь тауншипа составляет 92,3 км², из которых 85,6 км² занимает суша, а 6,7 км² — вода (7,24 %).

## Демография
По данным переписи населения 2000 года здесь находились 439 человек, 156 домохозяйств и 126 семей.  Плотность населения —  5,1 чел./км².  На территории тауншипа расположено 168 построек со средней плотностью 2,0 построек на один квадратный километр.  Расовый состав населения: 98,63 % белых, 0,23 % афроамериканцев, 0,23 % азиатов, 0,23 % — других рас США и 0,68 % приходится на две или более других рас. Испанцы или латиноамериканцы любой расы составляли 2,51 % от популяции тауншипа.
Из 156 домохозяйств в 42,3 % воспитывались дети до 18 лет, в 70,5 % проживали супружеские пары, в 6,4 % проживали незамужние женщины и в 19,2 % домохозяйств проживали немесейные люди. 16,0 % домохозяйств состояли из одного человека, при том 9,0 % из — одиноких пожилых людей старше 65 лет.  Средний размер домохозяйства — 2,81, а семьи — 3,12 человека.
28,9 % населения — младше 18 лет, 6,8 % — в возрасте от 18 до 24 лет, 27,6 % — от 25 до 44, 25,7 % — от 45 до 64, и 10,9 % — старше 65 лет.  Средний возраст — 38 лет. На каждые 100 женщин приходилось 104,2 мужчин.  На каждые 100 женщин старше 18 приходилось 105,3 мужчин.
Средний годовой доход домохозяйства составлял 46 563 доллара, а средний годовой доход семьи —  48 594 доллара. Средний доход мужчин —  27 045  долларов, в то время как у женщин — 28 438. Доход на душу населения составил 16 674 доллара.  За чертой бедности находились 3,2 % семей и 5,3 % всего населения тауншипа, из которых 6,1 % младше 18 и 1,8 % старше 65 лет.